# Radzanowo (gmina)
Pour les articles homonymes, voir Radzanowo.
Radzanowo est une gmina rurale (gmina wiejska) de la powiat de Płock, dans la Voïvodie de Mazovie, dans le centre-est de la Pologne.
Son siège administratif (chef-lieu) est le village de Radzanowo qui se situe environ 15 kilomètres à l'est de Płock (capitale de la powiat) et 86 kilomètres au nord-ouest de Varsovie (capitale de la Pologne).
La gmina couvre une superficie de 104,32 km2 pour une population de 7 322 habitants en 2006.

## Histoire
De 1975 à 1998, la gmina est attachée administrativement à la voïvodie de Płock. Depuis 1999, elle fait partie de la voïvodie de Mazovie.

## Géographie
La gmina inclut les villages et localités de :

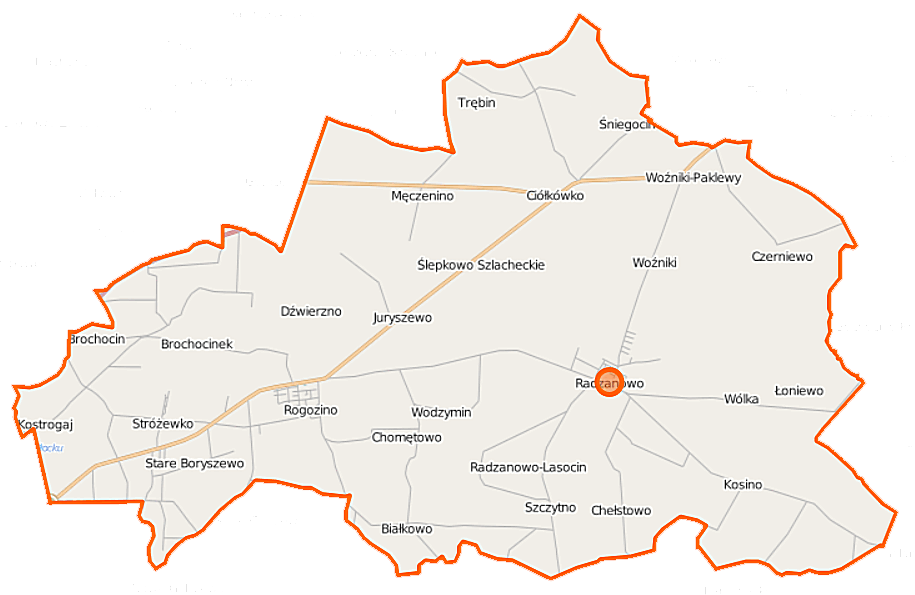
Plan de la gmina.

- Białkowo
- Brochocin
- Brochocinek
- Chełstowo
- Chomętowo
- Ciółkówko
- Ciółkowo
- Czerniewo
- Dźwierzno
- Juryszewo
- Kosino
- Kostrogaj
- Łoniewo
- Męczenino
- Nowe Boryszewo
- Radzanowo
- Radzanowo-Dębniki
- Radzanowo-Lasocin
- Rogozino
- Ślepkowo Królewskie
- Ślepkowo Szlacheckie
- Śniegocin
- Stare Boryszewo
- Stróżewko
- Szczytno
- Trębin
- Wodzymin
- Wólka
- Woźniki
- Woźniki-Paklewy

### Gminy voisines
La gmina de Radzanowo est voisine de :
- la ville de
  - Płock
- et des gminy suivantes :
  - Bielsk
  - Bodzanów
  - Bulkowo
  - Słupno
  - Stara Biała
  - Staroźreby

## Structure du terrain
D'après les données de 2002, la superficie de la commune de Radzanowo est de 104,32 km2, répartis comme tel :
- terres agricoles : 91%
- forêts : 2%

La commune représente 5,8% de la superficie du powiat.

## Démographie
Données du 30 juin 2004 :
| Description        | Total  | Total | Femmes | Femmes | Hommes | Hommes |
| ------------------ | ------ | ----- | ------ | ------ | ------ | ------ |
| Unité              | Nombre | %     | Nombre | %      | Nombre | %      |
| Population         | 7 168  | 100   | 3 683  | 51,4   | 3 485  | 48,6   |
| Densité (hab./km²) | 68,7   | 68,7  | 35,3   | 35,3   | 33,4   | 33,4   |